# Кампарада
Кампара̀да (на италиански: Camparada, на западноломбардски: Camparèda, Кампареда) е село и община в Северна Италия, провинция Монца и Брианца, регион Ломбардия. Разположено е на 243 m надморска височина. Населението на общината е 2106 души (към 2010 г.).
До 2004 г. общината е част от провинция Милано.